# 馬壽穀
馬壽穀（1662年—1722年），浙江嘉兴人，清朝政治人物。

## 生平
康熙二十一年（1682年）三甲进士。善诗词，著有《鸳湖竹枝词》等。